# Милошев До
Милошев До је насеље у Србији у општини Пријепоље у Златиборском округу. Према попису из 2022. било је 29 становника.
Налази се између планина Јадовника и Златара у долини реке Милешевке која даље протиче поред манастира Милешеве и у Пријепољу се улива у реку Лим. Милошев До је од Пријепоља удаљен 15км а од Сјенице неких 20км. Нажалост, не налази се на путу који та два града повезује, што је поред ионако сурових природних услова утицало на то да се број становника Милошевог Дола и околних села континуирано смањује.
Село Милошев До састоји се из засеока: Присоје, Свичевићи и Гвозд. На десној обали Милешевке у њеном горњем току испод каменог масива Ћетанице лежи заселак Присоје. Са друге стране Милешевке, испод врха Јадовника Козомора са јужне стране, а са осталих страна окружен густом четинарском шумом налази се заселак Свичевићи у којем осим већ поменутих Свичевића живе Трипковићи и Пејовићи. Даље низводно, налази се заселак Гвозд, који се од Милешевке стрмо уздиже према југозападу.
Становништво Милошевог Дола бави се земљорадњом и сточарством.
Нека од околних села су: Каћево, Караула, Сопотница, Међани, Аљиновићи.

## Путна повезаност
Милошев До се налази на старом путу од Пријепоља према Сјеници. Од изградње новог асфалтног пута преко Нове Вароши читав крај је остао изолован. Аутобуска линија која је раније повезивала сва ова села не саобраћа више. Од Пријепоља је аутобусом може доћи до Каћева, линија саобраћа само лети и то одређеним данима у недељи. Асфалтни пут од Беговог Моста код Пријепоља до Каћева који води преко Хисарџика је у изградњи.
Од засеока Гвозд, одваја се пут за Јадовник, који се углавном користи за транспорт грађе и тешко је проходан за путничка возила.

## Демографија
У насељу Милошев До живи 109 пунолетних становника, а просечна старост становништва износи 51,8 година (51,1 код мушкараца и 52,7 код жена). У насељу има 53 домаћинства, а просечан број чланова по домаћинству је 2,38.
Ово насеље је углавном насељено Србима (према попису из 2002. године), а у последња три пописа, примећен је пад у броју становника.
|  |

| Демографија | Демографија | Демографија |
| Година      | Становника  | Становника  |
| ----------- | ----------- | ----------- |
| 1948.       | 547         |             |
| 1953.       | 608         |             |
| 1961.       | 635         |             |
| 1971.       | 517         |             |
| 1981.       | 350         |             |
| 1991.       | 196         | 196         |
| 2002.       | 126         | 126         |

| Етнички састав према попису из 2002.‍ | Етнички састав према попису из 2002.‍ | Етнички састав према попису из 2002.‍ | Етнички састав према попису из 2002.‍ | Етнички састав према попису из 2002.‍ |
| ------------------------------------ | ------------------------------------ | ------------------------------------ | ------------------------------------ | ------------------------------------ |
|                                      |                                      |                                      |                                      |                                      |
| Срби                                 | Срби                                 |                                      | 106                                  | 84,12%                               |
| Муслимани                            | Муслимани                            |                                      | 20                                   | 15,87%                               |
| непознато                            | непознато                            |                                      | 0                                    | 0,0%                                 |

| Година пописа     | 1948. | 1953. | 1961. | 1971. | 1981. | 1991. | 2002. |
| ----------------- | ----- | ----- | ----- | ----- | ----- | ----- | ----- |
| Број домаћинстава | 86    | 106   | 112   | 96    | 81    | 73    | 53    |

| Број чланова      | 1  | 2  | 3 | 4 | 5 | 6 | 7 | 8 | 9 | 10 и више | Просек |
| ----------------- | -- | -- | - | - | - | - | - | - | - | --------- | ------ |
| Број домаћинстава | 18 | 22 | 4 | 2 | 2 | 2 | 2 | 1 | 0 | 0         | 2,38   |

| Пол    | Укупно | Неожењен/Неудата | Ожењен/Удата | Удовац/Удовица | Разведен/Разведена | Непознато |
| ------ | ------ | ---------------- | ------------ | -------------- | ------------------ | --------- |
| Мушки  | 61     | 18               | 35           | 8              | 0                  | 0         |
| Женски | 52     | 7                | 32           | 13             | 0                  | 0         |
| УКУПНО | 113    | 25               | 67           | 21             | 0                  | 0         |

| Пол    | Укупно                    | Пољопривреда, лов и шумарство | Рибарство                            | Вађење руде и камена | Прерађивачка индустрија       |
| ------ | ------------------------- | ----------------------------- | ------------------------------------ | -------------------- | ----------------------------- |
| Мушки  | 42                        | 41                            | 0                                    | 0                    | 0                             |
| Женски | 43                        | 43                            | 0                                    | 0                    | 0                             |
| УКУПНО | 85                        | 84                            | 0                                    | 0                    | 0                             |
| Пол    | Производња и снабдевање   | Грађевинарство                | Трговина                             | Хотели и ресторани   | Саобраћај, складиштење и везе |
| Мушки  | 0                         | 0                             | 0                                    | 0                    | 0                             |
| Женски | 0                         | 0                             | 0                                    | 0                    | 0                             |
| УКУПНО | 0                         | 0                             | 0                                    | 0                    | 0                             |
| Пол    | Финансијско посредовање   | Некретнине                    | Државна управа и одбрана             | Образовање           | Здравствени и социјални рад   |
| Мушки  | 0                         | 0                             | 0                                    | 1                    | 0                             |
| Женски | 0                         | 0                             | 0                                    | 0                    | 0                             |
| УКУПНО | 0                         | 0                             | 0                                    | 1                    | 0                             |
| Пол    | Остале услужне активности | Приватна домаћинства          | Екстериторијалне организације и тела | Непознато            | Непознато                     |
| Мушки  | 0                         | 0                             | 0                                    | 0                    | 0                             |
| Женски | 0                         | 0                             | 0                                    | 0                    | 0                             |
| УКУПНО | 0                         | 0                             | 0                                    | 0                    | 0                             |